# ウォルター・デヴェレル
ウォルター・ハウエル・デヴェレル（英語: Walter Howell Deverell、1827年10月1日 - 1854年2月2日）はアメリカ生まれでイギリスで活動した19世紀の画家である。彼はラファエル前派の一員であった。

## 略歴
デヴェレルはヴァージニア州シャーロッツビルで生まれたが、2歳の時に英国に移住した。
ロイヤル・アカデミー・オブ・アーツの美術学校で学び、ラファエル前派の代表的画家、ダンテ・ゲイブリエル・ロセッティと知り合った。1851年からはロセッティと共同でスタジオを開いた。ロセッティの影響を受けて、ラファエル前派のスタイルの作品を描いたが、同時代の風俗画家、チャールズ・ロバート・レスリーのテーストもみられる。ラファエル前派の多くの画家たちのモデルを務めた、エリザベス・シダルを最初のモデルにして作品を描いたのはデヴェレルであった。シダルは後にロゼッティと結婚した。
彼は27歳で亡くなったため重要な作品は少なく、ロイヤル・アカデミー・オブ・アーツにわずか4点が残るだけである。彼は現在ロンドンの一部となっているキューで暮らし、作品の一つである「A Pet」は彼の自宅で描かれた。

## 作品

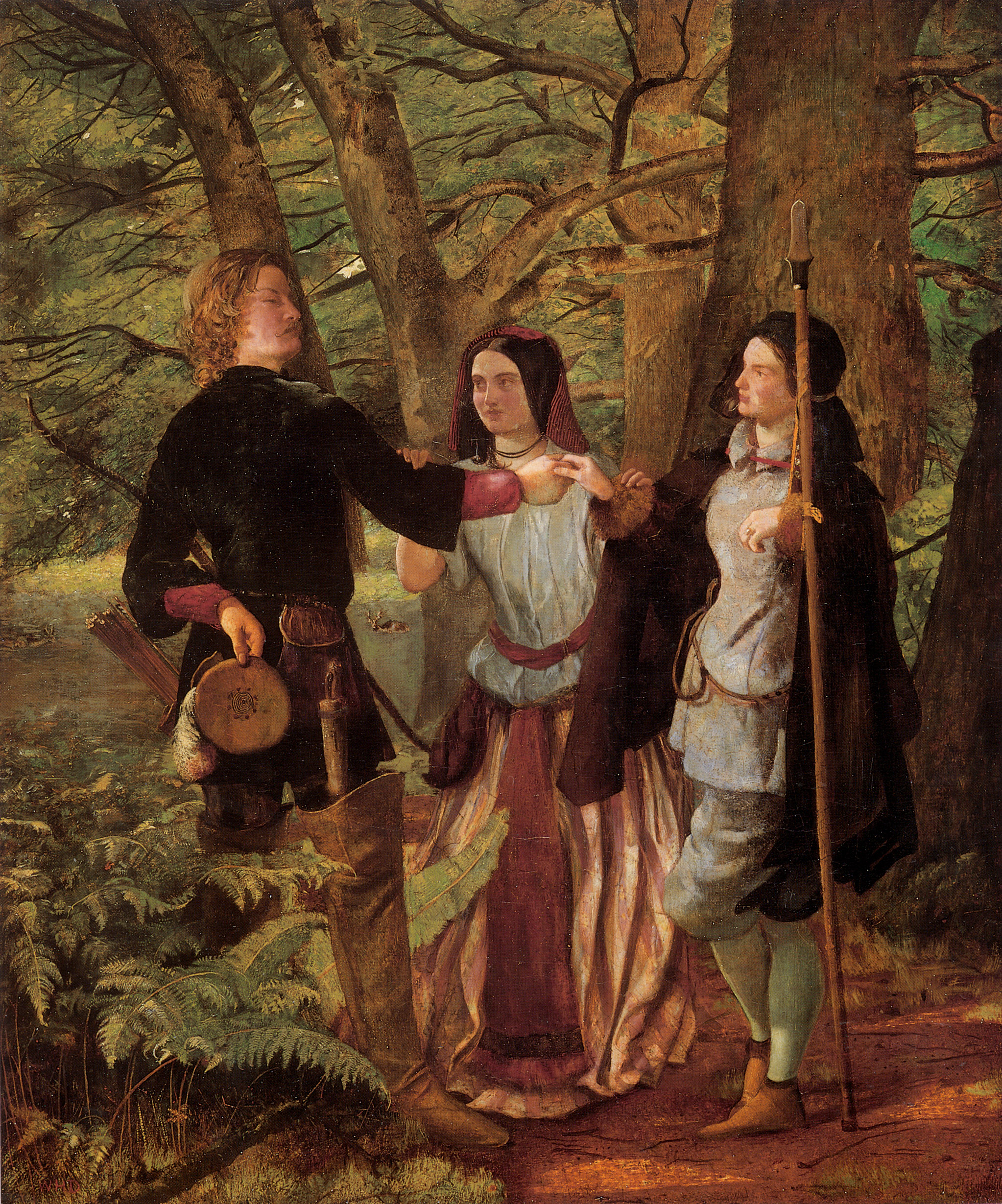
『お気に召すまま』
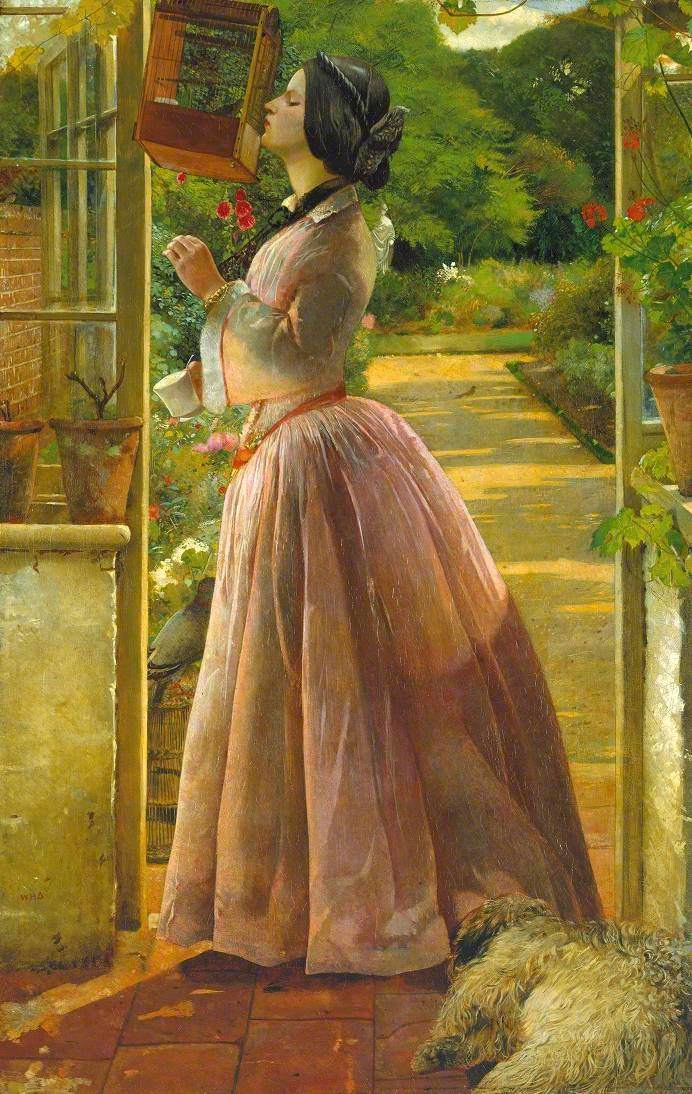
「A Pet」
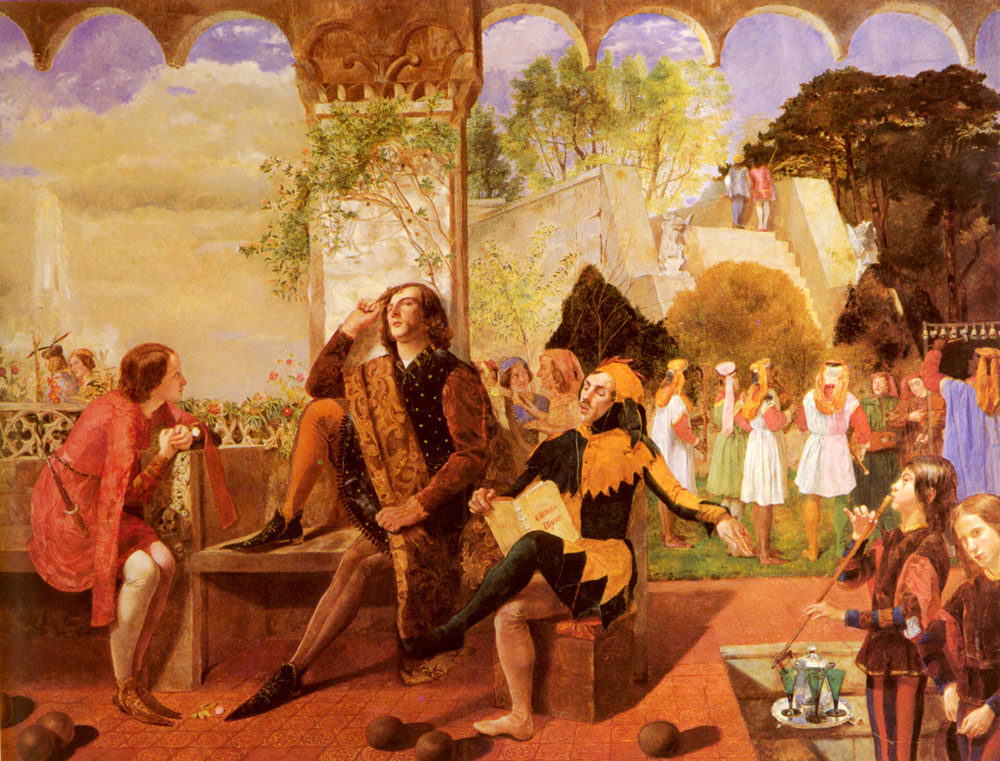
『十二夜』